# 漢字御廃止之議
『漢字御廃止之議』（かんじおんはいしのぎ）は、前島来輔（密）が開成所翻訳筆記方であった慶応2年（1866年）12月に、時の開成所頭取並松本寿太夫を介して将軍宣下早々の江戸幕府15代将軍徳川慶喜に奉ったとされる建白書。

## 概要
その建白書の中で前島は、国家発展の基礎が教育にあるとして、国民教育の普及のためには、学習上困難な漢字、漢文を廃止して仮名文字を用い、最終的には、公私の文章に及ぼすべきこと、口談と筆記を一致させること（口語体の採用、言文一致の創唱）などについて、漢字使用の弊害をあげつらいながら力説している。またその用意としては、必ずしも漢語を廃止しないこと、文法の制定や辞書の編集によって表記上の混乱を避けるべきであるとした。それと同時に、知人の米人ウイリアム某が清朝中国で目撃した文字ばかり教えている教育現場の話を引用し、清朝中国の国力が衰退しているのは、難解な漢字を使用して普通教育ができていないことに由来するものであり、このことから、日本においても国力が振るわず、なおまた、日本人の知識が劣っているのは、仮名がありながらも（衰退している清朝中国と同じ）難解な漢字を使用していることに原因があると主張している。

## 背景
このような建白書を書いた時代背景としては、幕末の西洋の列強の実力を目の当たりにし、これからの日本の国力の振興を図るためには、学習に時間のかかる漢字を廃止し、誰にでもわかる言語で早急に国民教育をしなければならないという考えがあった。そして、この建白書は、日本の国語国字問題史上重要な史料とされ、これをもって明治以降展開される日本の国語国字問題の起源、国字改良論の先駆などと位置づけられている。

## 存在について
しかし『漢字御廃止之議』をめぐっては、近年一部の研究者から、この建白がなされたとされる慶応2年12月での同建白書の存在を否定的に見る見解が示されている。
慶応2年12月での『漢字御廃止之議』の存在を否定的に見たものではないが、同建白書の成立事情について言及したものとして、山本正秀は、
『漢字御廃止之議』は、将軍に上申後久しく世に知られなかったが、明治32年に前島と同郷後進のかな文字論者小西信八が、国字改良論の最先覚としての前島の功を顕彰しようとして、『漢字御廃止之議』の草案をはじめ、『国文教育之儀ニ付建議』『国文教育施行ノ方法』（共に明治2年集議院に提出）、『学制御施行ニ先タチ国字改良相成度卑見内申書』（明治六年右大臣岩倉具視に上申）、『興国文廃漢字議』（同六年政府にも建議せんとして起草、都合により不提出）の後の建白文をも合編、それに『前島密君国字国文改良建議書』の表題を付けて印刷し非売配布した小冊子によって、初めて一部の人々に知られ、更に33年4月国字改良の世論に応えて文部省が8名の国語調査委員を創設した際、その委員長を委嘱された前島が、「太陽」記者のもとめで同誌5月号に寄せられた『国語調査の意見』中に掲出した、同建白書の枢要な部分の公表によって、更に一般の知るところとなった
として、『漢字御廃止之議』は建白がなされたとされる時期から33年後に初めて世に知られるようになったという。
そして、山本の指摘を踏まえて野口武彦は、前島の談話などの史料を示しながら、慶応2年12月での『漢字御廃止之議』の存在を否定的にみている。また、安田敏朗は、明治維新後、前島が『漢字御廃止之議』に事後的に手を加えたとする国語学者の大槻文彦の推測に触れている。これらの指摘について、その再検討を試みたものに、阿久澤佳之『前島来輔『漢字御廃止之議』の成立問題』がある。